# Révay Péter
Szklabinai és blathniczai báró Révay Péter (Szklabinya, 1568. február 2. – Trencsén, 1622. június 25.) Turóc vármegyei főispán, koronaőr.

## Élete és munkássága
Révay Mihály harmadik gyermeke, Révay Ferenc unokája. 1598-ban kinevezik Turóc vármegye főispánjává, 1604-től királyi tanácsos, majd táblabíró. 1608. november 19-én Mátyást magyar királlyá koronázták. Az országgyűlés a Szent Korona őrzési helyéül Pozsony várát jelölte ki, koronaőrré (conservatores coronae) pedig Révay Pétert és Pálffy Istvánt tette meg. Révay ettől fogva egész életét a korona szolgálatának szentelte. Ekkor hangzott el először a később hagyományossá vált koronaőri eskü:
„Esküszöm, hogy Magyarország Szent Koronáját és az e mellett tartani szokott király s ország ékszereit mindenkor tehetségem szerént szorgalmatosan megvédem, híven megőrzöm. Esküszöm, hogy a koronának őrizetére rendeltetett őrálló vitézeket szorgalmatos és hív vigyázásra serkentem s jó fenyítékben tartom. Esküszöm, hogy soha sem fogom a Szent Koronát s a hozzá tartozó király és ország ékszereit az országból és a törvényes királytól semmilyen úton s módon elidegeníteni”
1610-től főudvarmester, 1613-ban jelenteti meg Christoph Mangus augsburgi nyomdájában De sacrae coronae regni Hungariae... című könyvét. 1615-től főajtónálló, végül 1619-től főasztalnok.

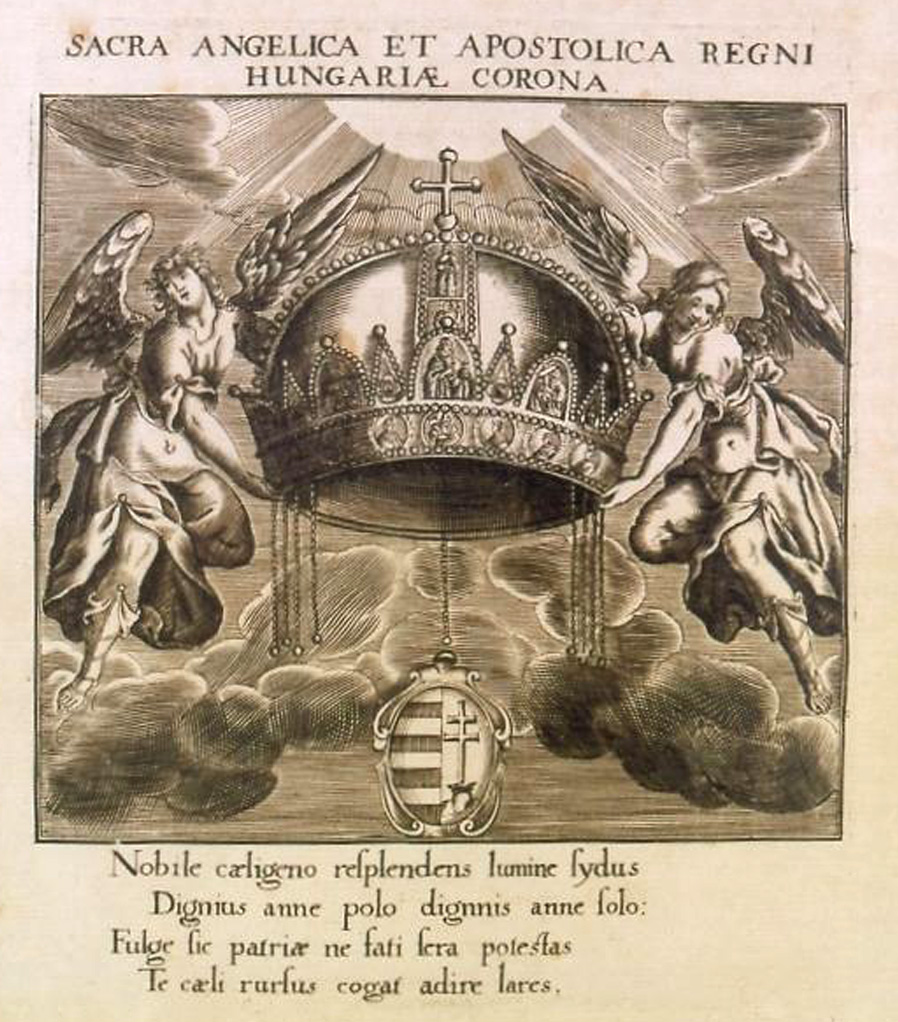
Illusztráció a Szent Koronáról, De sacrae coronae regni Hungariae ortu, virtute, victoria, fortuna, annos ultra DC clarissimae brevis commentarius. Augsburg, 1613.

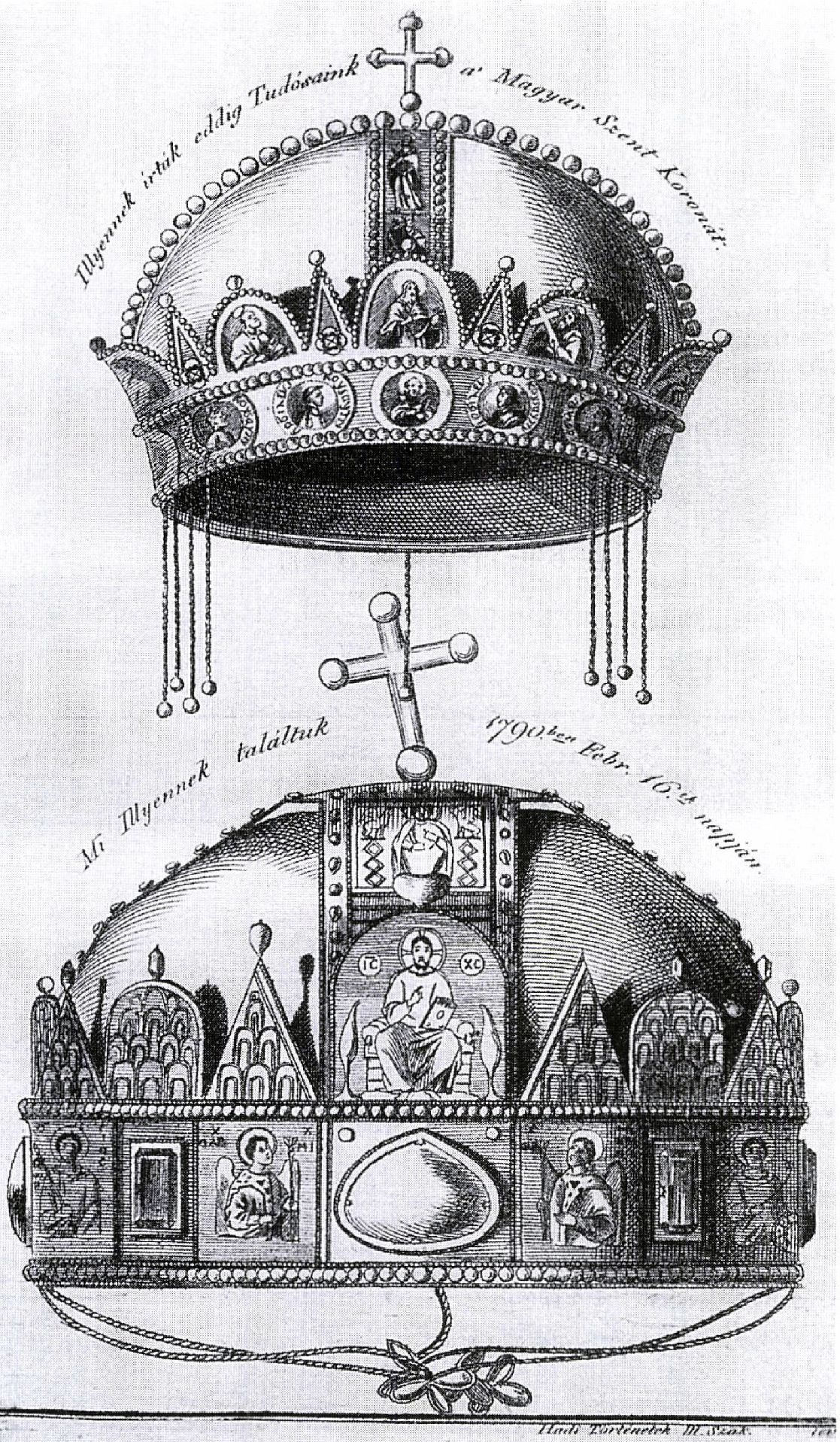
Révay rajza a koronáról (felül) és az 1790-es hivatalos vizsgálat alapján készített ábrázolás (alul)

A Szent Koronáról írt műveiben – a már akkor felmerülő ellenérvek dacára – határozottan azt a hagyományos álláspontot képviselte, miszerint a koronát teljes egészében II. Szilveszter pápa küldte I. István magyar királynak. Ugyanakkor 1659-ben posztumusz megjelent munkájában (De Monarchia) már megemlítette a koronán az ún. Konstantinos-zománcképet, amelyet tévesen Nagy Konstantin császár képmásának tartott, s azt állította, hogy e császár adományozta I. Szilveszter pápának a koronát. A görög feliratokra és zománcképekre hivatkozva általában tagadta, hogy a koronát a pápa (II. Szilveszter) készíttette volna – e mögött nem nehéz felfedezni evangélikus hitének mozgatórugóit. Nézetei vetették meg az alapját a koronakutatás történetében az úgynevezett révaysta iskolának.
Bod Péter a Magyar Athenasban így ír Révayról: „Ifjú korában tanult Argentínában, az holott egy néhányszor közönséges hellyen peroralt.”
Művei:
- De sacrae coronae regni Hungariae ortu, virtute, victoria, fortuna, annos ultra DC clarissimae brevis commentarius. Augsburg, 1613. újabb kiadásai: Nagyszombat, 1732, 1735, 1749
- De Monarchia et Sacra Corona Regni Hungariae Centuriae septem. Goetz, Frankfurt, 1659. Ezt régen Florus Hungaricusnak hívták.[4]

Ezen kívül fennmaradt tőle egy 1608. december 15-i magyar nyelvű utasítás. Az ízes szöveg a koronaőrségnek és a pozsonyi vár porkolábjának kötelességeit foglalja össze. Az eredeti iratra Bónis György talált rá Pozsonyban, a Szlovák Központi Állami Levéltárban, a Révay család volt kisselmeci levéltárának anyagában (C 1283/7).

## Családja
1596. január 25-én nőül vette ghymesi és gácsi báró Forgách Máriát, akivel 13 gyermekük született:
- Imre (?)
- András (?)
- Zsigmond (?)
- Pál (1598-1635)
- Judit (?-1643)
- Gabriella (?)
- Szidónia (?)
- Mária (?)
- Anna (?)
- Zsuzsanna (?)
- Julianna (?)
- Erzsébet (?)
- Zsófia (?)

## Magyarul megjelent művei
- Szent Korona eredete. Révay Péter Turóc vármegyei főispán rövid emlékirata Magyarország több mint 600 éve tündöklő Szent Koronájának eredetéről, jeles és győzedelmes voltáról, sorsáról; ford. Kulcsár Péter; Magyar Ház, Bp., 2010
- A Magyar Királyság Birodalmáról és Szent Koronájáról szóló hét század / De monarchia et Sacra Corona regni Hungariae centuriae septem, 1-2.; szerk., bev., jegyz. Tóth Gergely, latin szövegford. Benei Bernadett, Jarmalov Rezső, Sánta Sára, Tóth Gergely; Bölcsészettudományi Kutatóközpont, Bp., 2021[6]
- De monarchia et sacra corona Regni Hungariae centuriae septem. – A magyar királyság birodalmáról és szent koronájáról szóló hét század. Szerk., bev., jegyz.: Tóth Gergely; a szöveget gond. és ford.: Benei Bernadett, Jarmalov Rezső, Sánta Sára, Tóth Gergely. I–II. kötet. Budapest, 2021.